# 아리타 후미오
아리타 후미오(일본어: 有田 二三男, 1955년 4월 10일 ~ )는 일본의 전 프로 야구 선수이다. 오사카부 기시와다시 출신이며 현역 시절 포지션은 투수였다.

## 인물
호쿠요 고등학교(현: 간사이 대학 부속 호쿠요 고등학교) 3학년 때인 1973년 에이스 투수로서 선발 고등학교 야구 대회(제45회)에 출전했다. 선발 고등학교 야구 대회의 첫 상대는 이 대회에서 굴지의 간판 투수로 평가받았던 에가와 스구루가 소속된 사쿠신가쿠인 고등학교(도치기현)와 맞붙었다. 이 경기에서 아리타는 2실점으로 호투했고 타격에서도 에가와로부터 3루타를 때려냈지만 팀 타선은 에가와를 무너뜨릴 수 없을 정도의 빈타에 시달렸고 결국 0대 2로 패하여 탈락했다. 또한 그 해에는 전국 고등학교 야구 선수권 대회(제55회)에도 출전했는데 첫 경기가 된 2차전에서는 아키타 고등학교에게 1대 0으로 승리했다. 곧이어 3차전 상대인 다카나베 고등학교와의 경기에서 자신은 노히트 노런을 달성했고 스코어는 2차전에서 맞붙었던 아키타 고등학교와의 경기와 똑같은 1대 0이었다. 그리고 준준결승에서 이마바리니시 고등학교와 맞붙었지만 2대 6으로 패해 준결승 진출에는 실패했다.
이 때 당시의 고등학교 동기로는 훗날 긴키 대학을 거쳐 크라운라이터 라이온스·세이부 라이온스 등에서 활약한 게이모토 히데아키가 있으며 2년 후배로는 와세다 대학을 거쳐 한신 타이거스에서 활약했던 오카다 아키노부가 있었다. 오버핸드로부터 쭉쭉 뻗은 직구가 무기였고, 커브, 슈토도 던진다.
1973년 11월에 열린 프로 야구 드래프트 회의에선 긴테쓰 버펄로스로부터 2순위 지명을 받았고 고교 졸업 후에 입단했다. 하지만 정작 프로에서는 이렇다 할 만한 활약을 보여주지 못했고 1군에 등판한 경기는 1974년과 1977년에 각각 1경기 씩이며 모두 2경기에 불과했다.
1979년 시즌 종료 후에 현역에서 은퇴한 뒤 1980년부터 1984년까지 요미우리 자이언츠에서 타격 투수를 맡았다.

## 상세 정보

### 출신 학교
- 호쿠요 고등학교

### 선수 경력
- 긴테쓰 버펄로스(1974년 ~ 1979년)

### 개인 기록
- 첫 등판 : 1974년 9월 27일, 대 다이헤이요 클럽 라이온스 후기 13차전(헤이와다이 구장), 8회말에 4번째 투수로서 구원 등판·마무리, 1이닝 무실점
- 첫 선발 등판 : 1977년 10월 9일, 대 크라운라이터 라이온스 전기 13차전(헤이와다이 구장), 3이닝 1실점으로 승패는 없음

### 등번호
- 13(1974년 ~ 1978년)
- 59(1979년)
- 96(1980년 ~ 1984년)

### 연도별 투수 성적
| 연 도      | 소 속      | 등 판 | 선 발 | 완 투 | 완 봉 | 무 4 구 | 승 리 | 패 전 | 세 이 브 | 홀 드 | 승 률 | 타 자 | 이 닝 | 피 안 타 | 피 홈 런 | 볼 넷 | 고 4 | 몸 맞 | 탈 삼 진 | 폭 투 | 보 크 | 실 점 | 자 책 점 | 평 자 책 | W H I P |
| ---------- | ---------- | ----- | ----- | ----- | ----- | ------- | ----- | ----- | -------- | ----- | ----- | ----- | ----- | -------- | -------- | ----- | ---- | ----- | -------- | ----- | ----- | ----- | -------- | -------- | ------- |
| 1974년     | 긴테쓰     | 1     | 0     | 0     | 0     | 0       | 0     | 0     | 0        | --    | ----  | 5     | 1.0   | 2        | 0        | 0     | 0    | 0     | 1        | 0     | 0     | 0     | 0        | 0.00     | 2.00    |
| 1977년     | 긴테쓰     | 1     | 1     | 0     | 0     | 0       | 0     | 0     | 0        | --    | ----  | 12    | 3.0   | 4        | 0        | 1     | 0    | 0     | 2        | 0     | 0     | 1     | 1        | 3.00     | 1.67    |
| 통산 : 2년 | 통산 : 2년 | 2     | 1     | 0     | 0     | 0       | 0     | 0     | 0        | --    | ----  | 17    | 4.0   | 6        | 0        | 1     | 0    | 0     | 3        | 0     | 0     | 1     | 1        | 2.25     | 1.75    |